# Centenaire du scoutisme
 (février 2010).
Si vous disposez d'ouvrages ou d'articles de référence ou si vous connaissez des sites web de qualité traitant du thème abordé ici, merci de compléter l'article en donnant les références utiles à sa vérifiabilité et en les liant à la section « Notes et références ».

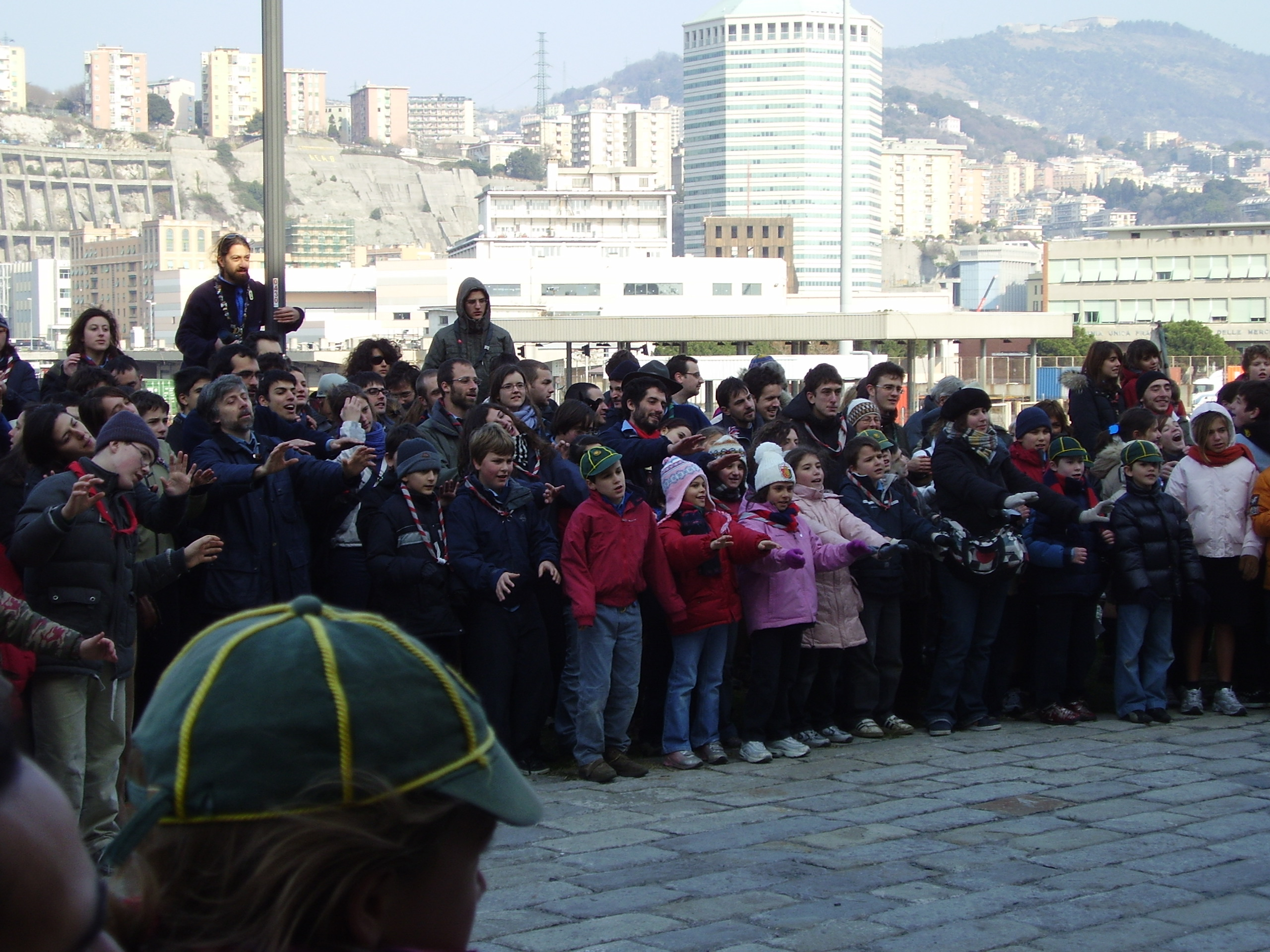
Célébrations à la Lanterna de Gênes pour la fin du centenaire du scoutisme, en 2007.

Le Centenaire du scoutisme eu lieu en 2007, et a été l'objet de nombreuses manifestations ou commémorations à travers le monde. Le slogan de cette fête était « Un Monde, Une Promesse » (en anglais « One World, One Promise »).

## Monde
- 21e jamboree mondial à Chelmsford (Royaume-Uni)
- Dons pour la paix : en partenariat avec l'UNICEF
- Lever du soleil sur le scoutisme : 1er août 2007

Le lever de soleil sur le scoutisme a eu lieu le 1er août 2007. Le 1er août 1907, Baden-Powell a inauguré son camp expérimental sur l'île de Brownsea ; cent ans après, des scouts et d'anciens scouts se sont retrouvés pour célébrer le centenaire de cet évènement.  Cet évènement a été organisé dans le monde entier et donc dans différents fuseaux horaires. Ainsi, au fur et à mesure que le soleil se levait, les scouts se rassemblaient pour renouveler leur promesse. Pour le scoutisme cet évènement a eu pour but de célébrer le passé et le présent, mais aussi de se projeter dans l'avenir.

## France
À l'occasion du centenaire, les Éditions Perrin rééditent l'unique biographie de Baden Powell disponible en français. Plusieurs livres sont édités ou réédités ayant rapport avec le scoutisme.
La Fédération du scoutisme français s'est réparti les tâches liées à la célébration du centenaire du scoutisme en France :
- Les Éclaireuses Éclaireurs de France ont mis en place le projet Caravane pour la paix qui unira des scouts africains et européens sur les routes menant au lieu ou repose Baden Powell.
- Les Éclaireuses éclaireurs israélites de France organisent un colloque à Paris le 22 mars 2007 ayant pour thème : « cinq mouvements acteurs de la diversité culturelle, spirituelle et religieuse, de la démocratie et de la cohésion sociale ».
- Les Éclaireuses et Éclaireurs unionistes de France ont édité le calendrier du centenaire du scoutisme. Ce calendrier était commun aux 5 associations, alors que tous les ans celles-ci avaient l'habitude d'en éditer un chacune. Malgré ce calendrier, des associations du scoutisme français ont quand même édité le leur.
- Les Scouts et Guides de France organisent un événement national le 1er juillet dans plusieurs villes en France.
- Les Scouts musulmans de France organisent un événement faisant le tour de la France : la Flamme de l'Espoir. Cette flamme passe dans plusieurs grandes villes entre le 12 mai et le 1er juillet 2007.

En France, un grand nombre d'événements ont été décidés pour fêter le centenaire :
- 6 mai à Mantes-la-Jolie : Rassemblement des groupes yvelinois des Scouts et Guides de France, des Guides et Scouts d'Europe et des Scouts unitaires de France.
- 12 mai à Poitiers: Rassemblement des Éclaireuses Éclaireurs de France, des Éclaireuses et Éclaireurs unionistes de France et des Scouts et Guides de France de Poitiers.
- 26, 27 et 28 mai à Montpellier: Rassemblement des Éclaireuses Éclaireurs de France du Languedoc-Roussillon et des associations de la Fédération du scoutisme français plus de 1000 jeunes étaient présents.
- 1er juillet : Festival du Scoutisme dans douze villes[1] en France, organisé par 7 associations scoutes[2].
- 1er août : Jour décidé pour fêter mondialement les cent ans du scoutisme. Des dizaines d'endroits en France seront accessibles pour fêter dignement cet anniversaire.
- Les Scouts unitaires de France se sont réunis à la Pentecôte à Chambord pour fêter cet événement. Ils étaient 17000 à venir des quatre coins de France.
- (fr) Le centenaire sur le site des « Scouts et Guides de France »
- (fr) Le centenaire sur le site des « Scouts d'Europe »
- (fr) Le centenaire sur le site des « Éclaireuses et Éclaireurs de France »
- (fr) Site officiel de la délégation française pour le jamboree mondial 2007 - Scoutisme français

Un clip a été réalisé pour le lancement du centenaire du scoutisme féminin : 100 ans qui ont changé des vies .

## Belgique
Le centenaire du scoutisme s'est vécu en Belgique au travers de différents événements tout au long de l'année. Les cinq fédérations belges, rassemblées en une association Guidisme et scoutisme en Belgique, ont travaillé ensemble à chacun de ces événements.
- Zoom 100 (10-19 novembre 2006) : fête locale du centenaire. Chaque unité ou groupe local est invité à fêter le centenaire du mouvement au cœur de sa ville, sa commune ou son village. Le scoutisme se vit localement et se fête aussi localement, avec une fête à taille humaine aussi.
- Thinking Day pour les anciens (22 février 2007) : commémorations de la date de naissance de Baden Powell et également de Olave Claire Soames par les anciens scouts et guides de Belgique. À cette occasion, une exposition a été organisée au Botanique.
- JAMbe, Rassemblement national des scouts et des guides (29 avril) : rassemblement national de 96 000 Scouts et Guides de Belgique à Bruxelles, officiellement devenu le plus grand rassemblement scout au monde jamais réalisé à ce jour[4]. Cette grande fête a rassemblé les cinq fédérations belges membres de l'association Guidisme et scoutisme en Belgique (qui comptent 160 000 membres), francophones et néerlandophones. Il y avait la Fédération catholique des scouts Baden-Powell de Belgique (Les Scouts), les « Guides Catholiques de Belgique » (GCB), les « Scouts et Guides pluralistes » (SGP), les « Scouts en Gidsen Vlaanderen » (ex-VVKSM) et la « Federatie Open Scouting » (FOS). Près de 100 000 jeunes gens ont participé à cet événement dans la ville de Bruxelles. La journée s'est achevée par un spectacle au stade Roi Baudouin.
- Scouting's Sunrise (1er août 2007 au signal de Botrange) : la célébration a débuté le 31 juillet. Les scouts présents, principalement des éclaireurs, des animateurs et des anciens, se sont donné rendez-vous à cinq endroits dans un rayon de 15 km autour de Botrange, point culminant de Belgique (694 m). Les cinq endroits étaient : la maison Ternell, la route de Gospinal (entre Solwaster et Jalhay), Sart (sur la place), Burnenville et Malmedy (Hall des expositions). De là, les scouts sont partis, sacs sur le dos, pour une randonnée qui les a menés à Ovifat.

Le soir, après avoir planté leurs tentes, les scouts ont assisté à une veillée bilingue qui les a rassemblés autour de cinq défis.
Le lendemain matin, la célébration du lever du soleil s'est déroulée le long du chemin qui longe les Hautes-Fagnes. Le soleil s'est levé à 06h02 sous les applaudissements des 1 460 personnes présentes.
- (fr + nl + de + en) Le site du centenaire en Belgique

## Allemagne
- le landesjamboree2007 qui est un Jamboree scout organisé du 27 juillet au 5 août 2007 à Bruchsal (dans le Bade-Wurtemberg) et qui a rassemblé la majorité des groupes allemands et quelques scouts de la Tunisie, du Rwanda, de la France, de l'Algérie de la Pologne, de l'Autriche et de la Roumanie.
- (de) le landesjamboree2007

## Suisse
- Journée de la pensée : le 22 février 2007, jour de l'anniversaire du fondateur Baden-Powell. Envoi de missives fixées à des ballons « Je suis scout parce que... »
- En mars sur les hauteurs de Crans Montana, 216 igloos prendront forme, autant de messages de paix envoyés à autant de pays et contrées où le mouvement scout s'est développé depuis le camp de l'île de Brownsea en 1907.
- Scouting's Sunrise (lever du soleil du scoutisme) : le 1er août 2007. À Kandersteg, tous les participants du « kanderjam » (jamboree mondial en Suisse) se sont levés tôt pour renouveler eux aussi leur promesse au lever du soleil le 1er août 2007. Après, pour fêter cet évènement, la ville de Kandersteg a organisé des jeux d'extérieur dont les activités étaient gratuites.
- (fr) Initiative « IG100 » pour le centenaire en Suisse

## Afrique
- Jamboree au Burundi fin juillet-début août rassemblant les scouts de la région des grands lacs
- Jamboree en Tunisie (sous le nom de national jam) fin juillet-début août rassemblant les scouts tunisiens et quelques troupes nord-africaines

Congo-brazzaville, s'est tenu le premier jamboré national scout;sur le centenaire du scoutisme. il s'était tenu dans le camp scout appelé 
Djoumouna", avec la participation de plusieurs unités et anciens scouts tenue par le commissaire général de l'association des scouts et guides du Congo "Mathieu MPASSI"

### Vidéographie
- Cent ans de scoutisme est un DVD contenant les documentaires: Paroles de scouts et Histoires de scouts. Paru en novembre 2007 pour le Centième anniversaire de la création du scoutisme, éditer en DVD chez "Le Jour du Seigneur Edition, Paris"

### Liens  externes
- (fr) Le site de l'OMMS pour le centenaire du scoutisme
- La vidéo de promotion du centenaire du scoutisme de l'Organisation mondiale du mouvement scout : 
  - (fr) (bas débit)
  - (fr) (podcast)